# Discografia

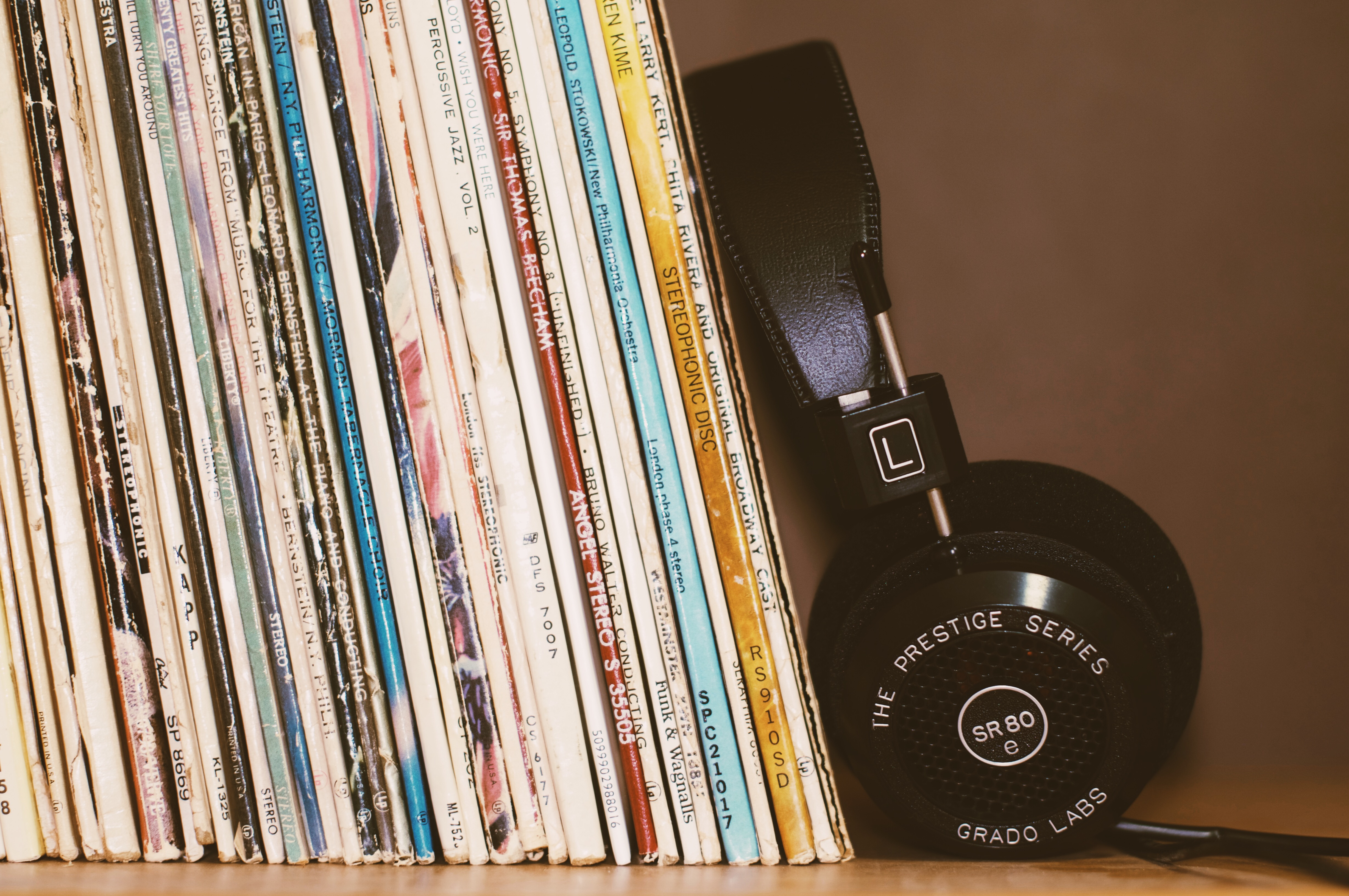

La discografia és l'estudi i catalogació d'enregistraments sonors publicats sovint per artistes concrets o dins de gèneres musicals específics. La informació exacta inclosa varia segons el tipus i l'abast de la discografia, per bé que sovint inclou detalls com els noms dels músics implicats, l'hora i el lloc de la gravació, el títol de la peça interpretada, dates de publicació i xifres de vendes.
Una discografia també pot fer referència al catàleg d'enregistraments d'un artista, grup musical o orquestra. Això és diferent d'una «sessionografia», que és el catàleg de sessions d'enregistrament, més que un catàleg dels registres, en qualsevol mitjà, que es fan a partir d'aquests enregistraments. Ambdós termes es confonen de vegades, sobretot en el jazz, ja que les dates específiques de publicació dels discos de jazz sovint són difícils d'esbrinar, i les dates de sessió s'empren com a mitjà per a organitzar el catàleg d'un artista.
Una altra definició, més recent, de discografia fa referència a una col·lecció d'enregistraments musicals d'un intèrpret o compositor, considerada com l'obra completa. Per exemple, tots els àlbums musicals d'un intèrpret es podrien considerar, en conjunt, la seva discografia. Una recopilació de rotlles de pianola d'un intèrpret s'anomena «rollografia».
El terme «discografia» va ser popularitzat a la dècada de 1930 pels col·leccionistes de discos fonogràfics que estudiaven i escrivien sobre els discos de música. Els aficionats al jazz van investigar i van publicar discografies sobre quan es van fer els discos de jazz i quins músics hi van participar, ja que les companyies discogràfiques no incloïen habitualment aquesta informació en o amb els discos en aquella època. Les dues primeres discografies de jazz van ser Rhythm on Record de Hilton Schleman i Hot Discography de Charles Delaunay.